# Frejol
Frejol (né Pierre Joseph Marie Jouffret à Draguignan le 25 mai 1871 et décédé à Saint-Tropez le 15 novembre 1953) est un chanteur de café-concert.

## Biographie

### Avant la Première Guerre mondiale
Il débute dans le rôle de comique troupier, genre très en vogue lancé par Ouvrard père quelques années auparavant en 1877. Si la carrière de Frejol sera relativement longue (1890-1936), celle en tant qu'interprète sera courte puisqu'elle s'achèvera en 1914. Il jouera également dans plusieurs revues d'avant la première guerre mondiale. Il sera de 1907 à la fin de sa vie secrétaire mutualiste de la maison de retraite des artistes lyriques fondée par Dranem à Ris-Orangis.

### Après la Guerre
C'est en 1918 qu'il est engagé aux Folies Bergère comme directeur artistique ; c'est là que Jean Gabin lui fut présenté par le père de celui-ci, lui-même artiste de café-concert et ami de Frejol. Il restera à ce poste jusqu'à sa retraite en 1936, il se retire alors dans son Var natal.
Il est décédé à Saint-Tropez le 15 novembre 1953.

## Revues

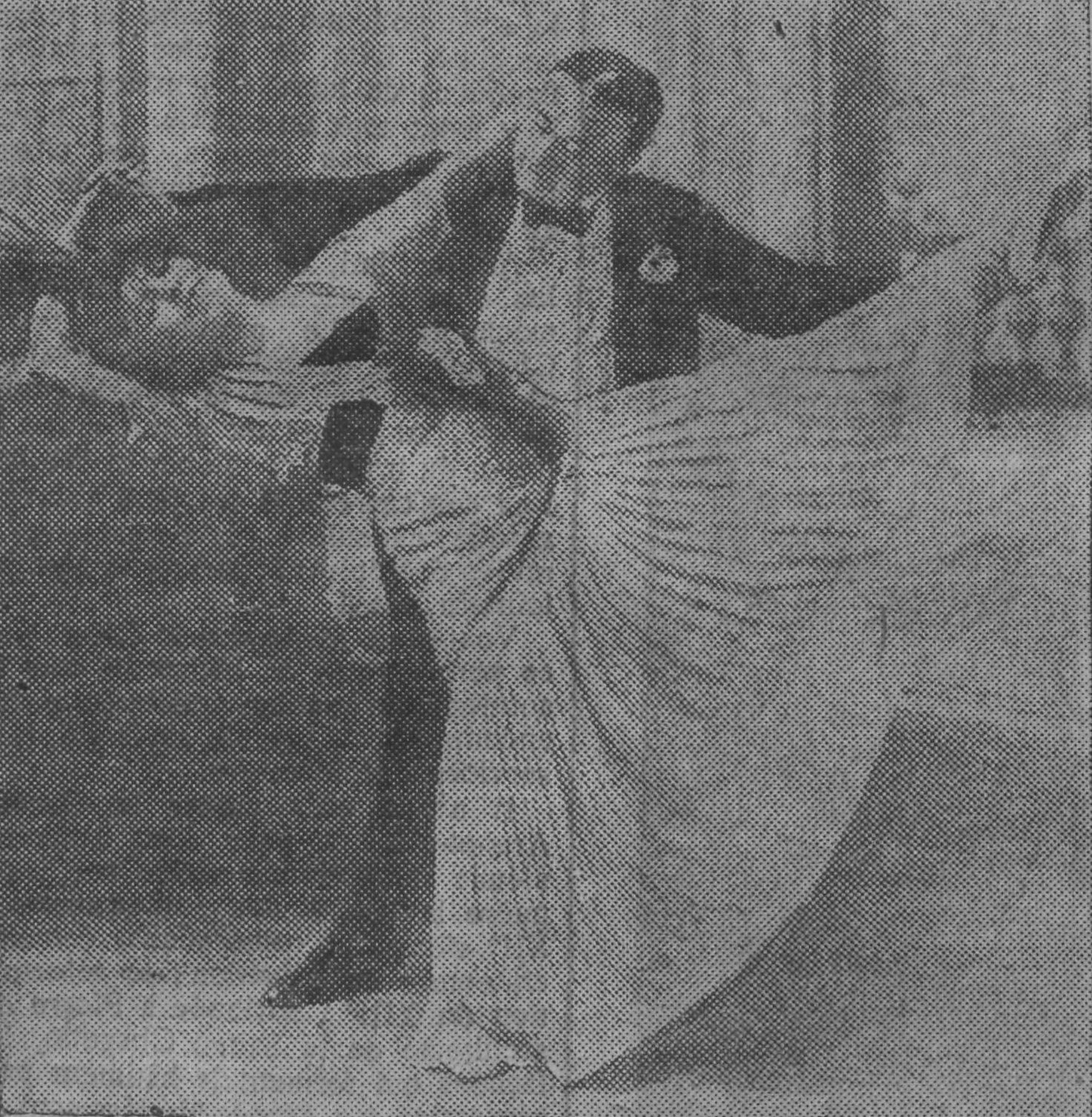
Régine Flory et Frejol

1912 :  Flory...ssez-vous, Mesdames, sketch de Fernand Rouvray avec Régine Flory, au concert Mayol,.

## Source
- Chansonia numéro 20, juin 2008